# 이웃집 꽃미남
《이웃집 꽃미남》은 tvN에서 2013년 1월 7일부터 2013년 2월 26일까지 방영된 드라마이다.
이 드라마는 유현숙의 인기 웹툰 《나는 매일 그를 훔쳐본다》가 원작이며, 상처를 끌어안고 성 속에 스스로를 가둔 '도시형 라푼젤' 고독미와 연하 꽃미남 엔리께 금의 좌충우돌 사랑을 그린 로맨틱 코미디물이다.

## 출연자

### 주요 인물
- 박신혜 : 고독미 역
- 윤시윤 : 엔리케 금 역
- 김지훈 : 오진락(오재원) 역

### 주변 인물
- 박수진 : 차도휘 역
- 고경표 : 유동훈 역
- 미즈타 코우키 : 와타나베 역
- 이대연 : 홍순철 역
- 김소이 : 정임 역
- 김정산 : 한태준 역
- 김윤혜 : 윤서영 역
- 김슬기 : 김슬기 역 - 웹툰 담당자
- 박미소
- 하수민
- 서은아
- 김다예 : 배복 역

### 그 외 인물
| - 구혜령 - 조현규 - 유시은 - 유석원 - 정휘준 - 이정훈 - 김충길 - 강남현 - 이민주 - 이경헌 - 권혁수 - 하수호 : 검은 양복 역 - 조순재 - 홍서영 - 최교식 : 출입국관리국 직원 역 - 서사무엘 - 현소라 - 최재희 - 이승원 | - 강이나 - 최명화 - 유안 - 천신남 - 강수영 - 노혜영 - 주하린 - 박채익 - 김수웅 - 염상태 - 안현희 - 문종훈 - 전숙 - 안훈 - 이재호 - 조승현 - 차재근 - 홍남희 - 정윤희 | - 최지선 - 이서문 - 강민지 - 문수종 - 빈혜경 - 정호영 - 윤동영 - 김재희 - 설창희 - 천예원 - 전수연 - 이수아 - 황보민경 - 김우주 - 김상일 - 양온유(아역) : 비행기 승객 역 - 김주엽(아역) - 윤지민(아역) |

### 특별출연
- 이종혁 : 홍대 '도를 아십니까' 역
- 공정환 : 진락의 이복형 오재환 역
- 김산호 : 도휘가 작업 걸려는 바텐더 역

### 우정출연
- 박세영 : 고독미 도플갱어 역

## 같이 보기
- 웹툰을 원작으로 삼은 드라마 목록